# Убасалу
У́басалу (ест. Ubasalu küla) — село в Естонії, у волості Ляене-Ніґула повіту Ляенемаа.

## Населення
Чисельність населення на 31 грудня 2011 року становила 25 осіб.

## Географія
Територію села течуть струмки Сілґі (Silgi oja) та Убасалу (Ubasalu oja), що впадають у річку Лійві (Liivi jõgi).
Поблизу населеного пункту проходить автошлях 16136 (Таебла — Кулламаа).

## Історія
До 21 жовтня 2017 року село входило до складу волості Кулламаа.